# Ermita de Santa Isabel de Canet lo Roig
L'Ermita de Santa de Santa Isabel de Canet lo Roig està situada al sud sud-oest de la població, en la plana, a la vora del barranc de les Planes, a quilòmetre i mig de la població.

## Història
No es tenen notícies documentades, però l'estructura suggereix un origen medieval. Rehabilitada l'ermita i condicionat l'entorn, aquest serveix com a berenador, amb paellers i taules, afavorit aquest ús per uns grans plàtans d'orient situats front l'ermita que ofereixen una agradable ombra. És un Bé de Rellevància Local amb la categoria de Monument d'Interès Local per la Disposició Addicional Quinta de la Llei 5/2007, de 9 de febrer, de la Generalitat Valenciana, del Patrimoni Cultural Valencià.

## Arquitectura
Planta d'una sola nau amb volta de canó lleugerament apuntada, sostinguda per contraforts i coberta per teulada a dues aigües. Als peus de la nau, una senzilla façana oberta per una porta adovellada es cobreix per un pòrtic. Està il·luminada per dues finestretes laterals i no té espadanya. Adossat al temple es troba un petit edifici que fou en algun moment habitacle de l'ermità.

## Festivitat
Se celebra la festa el setè cap de setmana després de la Pasqua de Resurrecció (el cap de setmana següent al Corpus), amb romeria, missa, benedicció del terme, repartiment de pastissets i ball.